# IT 크라우드
IT 크라우드(The IT Crowd)는 2006년부터 2010년까지 채널 4에서 방영된 영국의 시트콤이다.

## 배역
- 젠 바버 역의 캐서린 파킨슨
- 로이 테너멘 역의 크리스 오다우드
- 모리스 모스 역의 리처드 아이오와디